# Konnan
Carlos Santiago Espada (Miami, 6 de enero de 1964), también conocido como Charles Ashenoff, y más conocido por su nombre en el ring, Konnan, es un luchador profesional retirado  y rapero cubano de ascendencia puertorriqueña. Durante una carrera que abarcó casi tres décadas, ha luchado por las promociones nacionales e independientes en los Estados Unidos y México, y ha ostentado quince títulos en nueve promociones. También es el líder de Stable MAD (lucha libre); Actualmente trabaja nuevamente en Lucha Libre AAA Worldwide como el Creativo Principal.
Es más conocido por el público de los Estados Unidos por su participación en World Championship Wrestling como parte del stable New World Order y como parte de The Filthy Animals. También creó The 3Live Kru para Total Nonstop Action Wrestling (TNA) a principios de la década de 2000 y posteriormente la Latin American Xchange (LAX) también allí y en AAA fue el líder de la Legión Extranjera en AAA cuando era el mejor stable.
Espada fue tres veces campeón mundial al ser una vez Campeón Mundial de Peso Completo del CMLL, una vez el Campeón Mundial de Peso Completo de la IWC y una vez Campeón Universal Peso Pesado de la WWC. Konnan también es el único luchador extranjero que ha ganado un campeonato mundial en las dos promociones de lucha libre más importantes de México.

## Carrera
Durante su residencia en San Diego, Ashenoff se convirtió en un fisicoculturista y luego luchador, tras una reunión con el promotor de lucha libre, John Roberts. Comparando como "superhéroes" a los luchadores enmascarados y encapuchados que conoció, Ashenoff quedó impresionado por la colorida cultura de la lucha libre mexicana. Posteriormente, viajó a Tijuana, México, donde junto a Psicosis, Rey Mysterio, Jr., Halloween y Damián 666, se formó bajo la tutela de varios luchadores veteranos. Usando una máscara se denominó como El Centurión, debutando en la Universal Wrestling Association (UWA). Él compitió en un combate por equipos de ocho hombres por la suma de $200 MXP ($ 19.13 USD / € 16.03 EUR).

### Asistencia Asesoría y Administración (1992–1996)
En 1992, Konnan, junto con varios luchadores del CMLL, se unieron a la Asistencia Asesoría y Administración (AAA). Acortando su nombre en el ring por simplemente "Konnan", tuvo un feudo con Cien Caras. El cual culminó el 30 de abril de 1993 en la lucha de carrera contra carrera que se llevó a cabo en Triplemania I.
De regreso en AAA, tras la interferencia de Jake Roberts, Konnan perdió un combate de retiro de caídas de dos de tres ante Caras en Triplemanía I el 30 de abril de 1993 frente a 48,000 fanáticos en Ciudad de México, estableciendo el récord de asistencia de todos los tiempos para un evento de lucha mexicana. Konnan no cumplió con las estipulaciones del combate y volvió a vencer a Roberts en un combate contra cabellera en Triplemanía II el 27 de mayo de 1994 en Tijuana.
Más tarde, en 1994, Konnan comenzó una historia en la que traicionó a su compañero del equipo, Perro Aguayo, y formó una alianza de heels conocida como Los Gringos Locos con Eddie Guerrero, Art Barr y Madonna's Boyfriend. Aguayo se vengó de Konnan al derrotarlo en el evento de AAA, "When Worlds Collide", en un Steel Cage Match. Con el tiempo se convirtió en el booker de AAA.
Konnan derrotó a Killer el 2 de febrero de 1996 en Querétaro para convertirse en el primer Campeón de las Américas Peso Pesado de AAA. Dejó vacante el título después de dejar AAA en octubre de 1996 para formar su propia promoción, Promo Azteca, y el título permaneció inactivo hasta 2004. La carrera de lucha mexicana de Konnan se vio obstaculizada a finales de la década de 1990 por sus compromisos de lucha americana, y Promo Azteca cerrado en 1998. Regresó al circuito mexicano de lucha libre en la década de 2000 después de una ausencia de seis años, vendiendo estadios en Ciudad de México y Guadalajara.

### Tercer regreso a la AAA (2018-presente)
El 4 de junio en Verano de Escándalo, regreso a la AAA disfrazado de La Parka haciendo de árbitro y ayudando a Jeff Jarrett a ganar el Megacampeonato de AAA, Cuando lo iba a atacar a Vampiro llegaron los miembros de mad y atacaron a Vampiro, Cuando ya se iban llegó Fénix y atacó a MAD, viéndose cara a cara con Konnan.
En la última edición de Verano de Escándalo en la lucha Team Pagano (Charly Manson, Pagano y Psycho Clown) vs Los Vipers Nueva Generación (Abismo Negro Jr, Psicosis ll y Cibernetico) apareció para ayudar a Pagano para derrotar a Cibernetico pasándole un alambre con púas y posiblemente haciendo un cambio a face.
En Triplemanía XXXII, Konnan hizo su Turn Heel ante el director creativo de AAA, Latin Lover, con quién había hecho las pases un día antes en el Pódcast de Latín, después de esto se uniría junto a  Dorian Roldán & Alberto el Patrón quién minutos antes había ganado el Megacampeonato de AAA derrotando a Nic Nemeth . Para después revelarse como el Misterioso Ojo de AAA que aparecía en los eventos de esta.

## Campeonatos y logros
- Asistencia Asesoría y Administración

- AAA Americas Heavyweight Championship (1 vez)
- AAA Parejas Increíbles Tag Team Championship (1 vez) – con Cibernético

• AAA Hall of Fame (2025)
- Championship Wrestling USA Northwest

- Championship Wrestling USA Northwest Tag Championship (1 vez) – con Beetlejuice

- Consejo Mundial de Lucha Libre

- CMLL World Heavyweight Championship (1 vez, inaugural)

- International Wrestling All-Stars

- IWAS World Heavyweight Championship (1 vez)
- IWAS World Tag Team Championship (2 veces) – con Rey Mysterio, Jr.

- International Wrestling Council

- IWC World Heavyweight Championship (1 vez)

- Latin American Wrestling Association

- LAWA Heavyweight Championship (2 veces)

- Total Nonstop Action Wrestling

- NWA World Tag Team Championship (2 veces) – con B.G. James y Ron Killings (1) and B.G. James (1)

- World Championship Wrestling

- WCW United States Heavyweight Championship (1 vez)
- WCW World Tag Team Championship (2 veces) – con Rey Mysterio, Jr. (1) y Billy Kidman (1)
- WCW World Television Championship (1 vez)

- World Wrestling Council

- WWC Universal Heavyweight Championship (1 vez)
- WWC World Tag Team Championship (1 vez) – con Carly Colón

- Wrestling Observer Newsletter Awards

- Wrestling Observer Newsletter Hall of Fame (Class of 2009)